# Moselle Open 2022
Il Moselle Open 2022 è stato un torneo di tennis giocato sul cemento indoor. È stata la 19ª edizione del torneo facente parte della categoria ATP Tour 250 nell'ambito dell'ATP Tour 2022. È stato giocato all'Arènes de Metz di Metz, in Francia, dal 19 al 25 settembre 2022.

## Partecipanti

### Teste di serie
| Nazionalità | Giocatore           | Ranking | Testa di serie* |
| ----------- | ------------------- | ------- | --------------- |
|             | Daniil Medvedev     | 4       | 1               |
| Polonia     | Hubert Hurkacz      | 10      | 2               |
| Italia      | Lorenzo Musetti     | 30      | 3               |
| Danimarca   | Holger Rune         | 31      | 4               |
| Georgia     | Nikoloz Basilašvili | 36      | 5               |
|             | Aslan Karacev       | 39      | 6               |
| Kazakistan  | Aleksandr Bublik    | 44      | 7               |
| Francia     | Adrian Mannarino    | 47      | 8               |

* Ranking al 12 settembre 2022.

### Altri partecipanti
I seguenti giocatori hanno ricevuto una wildcard per il tabellone principale :
- Richard Gasquet
- Ugo Humbert
- Gilles Simon

Il seguente giocatore è entrato in tabellone usando il ranking protetto:
- Dominic Thiem

I seguenti giocatori sono entrati in tabellone passando dalle qualificazioni:

- Stan Wawrinka
- Evan Furness
- Grégoire Barrère
- Zizou Bergs

### Ritiri
Prima del torneo
- Pablo Carreño Busta → sostituito da  Lorenzo Sonego
- Maxime Cressy → sostituito da  João Sousa
- Alejandro Davidovich Fokina → sostituito da  Jiří Lehečka
- Grigor Dimitrov → sostituito da  Arthur Rinderknech
- Il'ja Ivaška → sostituito da  Mikael Ymer
- Karen Chačanov → sostituito da  Adrian Mannarino
- Filip Krajinović → sostituito da  David Goffin
- Gaël Monfils → sostituito da  Hugo Gaston

## Partecipanti al doppio

### Teste di serie
| Nazionalità | Giocatore       | Nazionalità   | Giocatore              | Ranking1 | Testa di serie |
| ----------- | --------------- | ------------- | ---------------------- | -------- | -------------- |
| Germania    | Tim Pütz        | Nuova Zelanda | Michael Venus          | 15       | 1              |
| Regno Unito | Lloyd Glasspool | Finlandia     | Harri Heliövaara       | 39       | 2              |
| Francia     | Nicolas Mahut   | Francia       | Édouard Roger-Vasselin | 74       | 3              |
| Brasile     | Rafael Matos    | Spagna        | David Vega Hernández   | 76       | 4              |

* Ranking al 12 settembre 2022.

### Altri partecipanti
Le seguenti coppie di giocatori hanno ricevuto una wildcard per il tabellone principale:
- Dan Added /  Albano Olivetti
- Grégoire Barrère /  Quentin Halys

La seguente coppia di giocatori è entrata in tabellone usando il ranking protetto:
- Matwé Middelkoop /  Franko Škugor

### Ritiri
Prima del torneo
- Simone Bolelli /  Fabio Fognini → sostituiti da  Sander Gillé /  Joran Vliegen

## Campioni

### Singolare
Lorenzo Sonego ha sconfitto in finale  Aleksandr Bublik con il punteggio di 7–6(3), 6-2.
- È il terzo titolo in carriera per Sonego, il primo in stagione.

### Doppio
Hugo Nys /  Jan Zieliński hanno sconfitto in finale  Lloyd Glasspool /  Harri Heliövaara con il punteggio di 7–6(5), 6-4.